# Adelmann von Lüttich
Adelmann von Lüttich († um 1061 in Brescia) war Bischof von Brescia.

## Leben
Er studierte die artes liberales bei Fulbert von Chartres (ca. 960–1028), war Lehrer in den „mathematischen Wissenschaften“ (Quadrivium) an und seit 1031 Leiter der Lütticher Kathedralschule, wo er Wazo, dem späteren Lütticher Bischof (1041–1048) nachfolgte. Adelmann selbst wurde 1057 Bischof von Brescia, wo er ca. vier Jahre später starb und begraben wurde.
Einer seiner Schüler in Lüttich war der berühmte Mathematiker Franco von Lüttich (* 1015/20 – † ca. 1083).
1049 wandte er sich gegen die symbolistische Eucharistieauffassung seines ehemaligen Mitschülers Berengar von Tours.
Auf seinen Lehrer Fulbert hinterließ er einen Rhythmus alphabeticus.